# Blas Candau Acosta
Blas Candau Acosta (1825-marzo de 1900), propietario agrícola liberal sevillano del siglo XIX, forma parte de los primeros natos coronileños de esta familia de ascendencia paterna francesa.
Desde el establecimiento de su padre en España, la familia forjó una de las más importantes explotaciones agrarias de Andalucía, siendo Blas Candau quien la organizara y dirigiera, siendo considerado como una autoridad indiscutible en materias agrarias. Fundó la Cámara Oficial Agrícola de Sevilla de la que fue su Presidente, hasta su muerte en 1900.
Su hermano Francisco, tras su etapa de diputado en Cortes, impulsó en la misma línea que Blas hizo a nivel regional, la Sociedad Nacional de Agricultores.
Además de la actividad agraria, inició una importante labor ganadera, siendo precursor de la actual Yeguada Candau.
En el plano político actuó en el Movimiento de Unión Nacional iniciado por Joaquín Costa a partir del desastre colonial representando a las clases agrícolas en el Directorio del que formó parte.